# قطوف (خيران المحرق)

تعديل مصدري - تعديل

قطوف هي إحدى قرى عزلة شرقي الخميسين بمديرية خيران المحرق التابعة لمحافظة حجة، بلغ تعداد سكانها 589 نسمة حسب تعداد اليمن لعام 2004.